# Golpe de Estado en Nigeria de 1975
El golpe de Estado de Nigeria de 1975 fue un golpe militar incruento que tuvo lugar en Nigeria el 29 de julio de 1975 cuando una facción de oficiales subalternos de las Fuerzas Armadas derrocó al general Yakubu Gowon (quien tomó el poder en el contragolpe de 1966). El coronel Joseph Nanven Garba anunció el golpe en una emisión de Radio Nigeria (que se convirtió en FRCN en 1978). En el momento del golpe, Gowon asistía a la 12ª Cumbre de la Organización de la Unidad Africana (OUA) en Kampala, Uganda. Los golpistas designaron al brigadier Murtala Mohammed como jefe de Estado y al brigadier Olusegun Obasanjo como su segundo. El golpe fue motivado por el descontento de los oficiales subalternos por la falta de progreso que Gowon había logrado para llevar al país hacia un gobierno democrático, mientras que al papel de Garba como miembro interno se le atribuye el mérito de garantizar que el golpe fuera incruento.
Mohammed, cuyas políticas y decisión le valieron un amplio apoyo popular y lo elevaron a la categoría de héroe popular, permaneció en el poder hasta el 13 de febrero de 1976, cuando fue asesinado durante un intento de golpe. Obasanjo le sucedió como jefe de Estado.